# León Martínez Fortún
León Martínez-Fortún y Erlés, I conde de San León (Logroño, 23 de febrero de 1819-Valladolid, 30 de julio de 1904) fue un militar español.

## Biografía
León Martínez Fortún sirvió desde sus primeros años en el Ejército español. En 1846 era ya Comandante de Armas de los partidos de Guamacaro, Camarioca y Cantil en la isla de Cuba. Se destacó por su activa persecución contra los bandidos especialmente en la provincia de Matanzas, por cuyos montes merodeaba desde hacía mucho tiempo una partida de bandoleros negros. A los pocos meses destruyó Martínez-Fortún esa partida capturando a su jefe.
Por su distinguido comportamiento en el combate de Cárdenas el 19 de mayo de 1850, se le concedió el grado de comandante, una espada de honor y la tenencia del gobierno político y militar de Cárdenas. Allí propuso al capitán general la creación de los Cuerpos de Voluntarios que prestaron valiosos servicios a España. Las primeras fuerzas que se formaron fueron las compañías de Cárdenas, organizadas por Martínez-Fortún.
Hizo toda la campaña de África como ayudante de campo del General Mackenna, confiriéndosele, concluida la guerra, el mando del Provincial de Valladolid.
Cuando fue destronada Isabel II, pidió el retiro, obtenido el cual, ofreció sus servicios a Don Carlos, quien los aceptó. Estallada la tercera guerra carlista, en 1873 fue destinado de segundo Jefe de la Dirección de la Frontera a las órdenes de Romualdo Martínez Viñalet. En septiembre del mismo año recibió el nombramiento de jefe de Estado Mayor de las fuerzas aragonesas del Norte que organizó en las inmediaciones de Estella.
Estando en el sitio de Bilbao lo ascendió Don Carlos a brigadier con destino a la División de Guipúzcoa. El 1 de septiembre de 1874 fue nombrado comandante general de la provincia de Álava y, el 6 de octubre del mismo año, comandante general de la División de Álava y Rioja con retención del mando de la provincia. Por el combate de Lácar, ascendió a mariscal de campo.
En la junta de Generales que entonces se celebró en Estella, propuso un plan de campaña que fue aceptado por unanimidad, pero lo suspendió José Pérula al tomar el mando en relevo de Torcuato Mendiri.
Apenas Martínez-Fortún empezó a ejecutar el plan de guerra, se alarmaron los liberales, y el 30 de mayo de 1875 los carlistas interceptaron un telegrama alfonsino en el que el capitán general de Vitoria comunicaba a Miranda:

«es urgentísimo vengan tropas a Vitoria o Miranda si uno u otro punto ha de conservarse, que es preciso reunir elementos de artillería gruesa, pues se tiene noticia de un reconocimiento por ingenieros carlistas de Torres Puebla y Armiñón para tomarlas y dejarlas en buen estado, de no dejar pasar auxilio al verificar ataque Vitoria, que empiezan carlistas a aproximar grandes partidas».

Fue fiscal de la causa de Antonio Dorregaray por el fracaso del Ejército del Centro, y destinado a las inmediatas órdenes del duque de Madrid, mandó la línea que le hizo los honores al pasar la frontera. El 4 de noviembre de 1876 recibió de su rey el título de conde de San León.
Elegido por Don Carlos para dirigir la educación de su hijo Don Jaime, fue su ayo hasta que debiendo ingresar el príncipe en un colegio, y por haber fallecido en París la esposa de Fortún, dejándole tres hijas menores, obtuvo permiso de Carlos VII para retirarse a su casa de Valladolid, donde vivió el resto de su vida.
Entre 1887 y 1890 ejerció como delegado de Don Carlos y jefe de la Comunión Tradicionalista en las provincias de León, Asturias y Galicia.
Fue condecorado con las grandes cruces del mérito militar blanca y roja, con la de Isabel la Católica, con la medalla de África, con la distinguida de Carlos VII y otras.

## Matrimonio y descendencia
En 1843 casó en Matanzas (Cuba) con Josefa Martínez de Talavera y Pereira, y tuvieron por hijos a Florentina, María del Carmen, María de los Dolores, María de los Santos y Luis Martínez-Fortún y Martínez de Talavera.
Entre sus nietos se cuenta el escritor y periodista Francisco de Cossío Martínez-Fortún. También fue abuelo de Jaime Samaniego y Martínez-Fortún, militar muerto heroicamente en la guerra del Rif, y de su hermano Antero Samaniego y Martínez-Fortún, que fue secretario de Don Jaime. Otra de sus nietas, Josefa de Larrucea y Samaniego, baronesa de Camporredondo, se casó con el ministro de Franco José Antonio Girón de Velasco.
En 2019 una rama de sus descendientes donó al Archivo Municipal de Valladolid el extenso fondo documental y fotográfico de la familia Martínez-Fortún. Otra rama familiar subastó diversos objetos carlistas que fueron propiedad de León Martínez-Fortún, entre ellos, el sable que regaló a Fortún el pueblo de Éibar y una caja escritorio que había pertenecido a Don Carlos de Borbón.